# Abdul Kalam
Abdul Kalam (tàmil: அவுல் பகிர் ஜைனுலாப்தீன் அப்துல் கலாம்)  (Rameswaram taluk, 15 d'octubre de 1931 - Shillong, 27 de juliol de 2015) va ser un científic aeroespacial i estadista indi que va ser l'11è president de l'Índia des de 2002 fins a 2007.
Va néixer a Rameswar. Nadu i va estudiar física i enginyeria aeroespacial. Va passar les quatre dècades següents com a científic i administrador científic, principalment a l'Organització de Recerca i Desenvolupament de Defensa (DRDO) i a l'Organització d'Investigació Espacial de l'Índia (ISRO) i va estar íntimament implicat en el programa espacial civil de l'Índia i els esforços de desenvolupament de míssils militars. Així va ser conegut com l'home míssil de l'Índia pel seu treball en el desenvolupament de míssils balístics i tecnologia de vehicles de llançament. També va tenir un paper fonamental organitzatiu, tècnic i polític en les proves nuclears de Pokhran-II de l'Índia el 1998, la primera des de la prova nuclear original de l'Índia el 1974.
Kalam va ser elegit com l'11è president de l'Índia el 2002 amb el suport tant del governant Partit Bharatiya Janata com de l'aleshores oposició Congrés Nacional Indi. Àmpliament conegut com el "President del Poble", va tornar a la seva vida civil d'educació, escriptura i servei públic després d'un sol mandat. Va rebre diversos premis prestigiosos, inclòs el Bharat Ratna, el màxim honor civil de l'Índia.
Mentre feia una conferència a l'Institut Indi de Gestió Shillong, Kalam es va esfondrar i va morir per una aparent aturada cardíaca el 27 de juliol de 2015, als 83 anys. Milers de persones, inclosos dignataris de nivell nacional, van assistir a la cerimònia funerària celebrada a la seva ciutat natal de Rameswaram, on va ser enterrat amb tots els honors estatals.